# Viéville-sous-les-Côtes
Pour les articles homonymes, voir Viéville.
Viéville-sous-les-Côtes est un village du département de la Meuse faisant partie de la commune de Vigneulles-lès-Hattonchâtel. Jusqu'au 1er janvier 1973, date de son rattachement à Vigneulles-lès-Hattonchâtel, Viéville-sous-les-Côtes est une commune indépendante.

## Toponymie
Anciennes mentions : Vennovilla (1177), Veteri-villa (1206), Vieville-desoubz-Hardonchastel (1373), Viefuille (1605), Vielville et Veterivilla (1642), Viville (1700), Vetera-villa et Viesville (1749 et 1756), Viéville-aux-Côtes (1786), Vieville (1793), Vieville-sous-les-Côtes (1801).
Pour Ernest Nègre, Viéville signifie « vieille ville », « ville » ayant ici le sens de « village » ; sous-les-Côtes fait référence à la situation géographique de cette ancienne commune.

## Histoire
Avant 1790, ce village fait partie du barrois non mouvant dans le bailliage de Saint-Mihiel.
Pendant la guerre 1914-1918, Viéville-sous-les-Côtes était en position de troisième front. Les soldats allemands venait se reposer avant de partir en première ligne. Il y avait un petit cirque, dont le programme changeait tous les trois jours, et un cinéma en plein air[réf. nécessaire]. De nombreuses traces de l'occupation allemande sont encore visibles au début du XXIe siècle.
Le 1er mars 1973, la commune de Viéville-sous-les-Côtes est rattachée à celle de Vigneulles-lès-Hattonchâtel sous le régime de la fusion-association. 

## Politique et administration
| Période                                  | Période  | Identité        | Étiquette | Qualité |
| ---------------------------------------- | -------- | --------------- | --------- | ------- |
|                                          | En cours | Daniel Rengeard |           |         |
| Les données manquantes sont à compléter. |          |                 |           |         |

## Démographie
| 1793 | 1806 | 1836 | 1846 | 1856 | 1866 | 1876 | 1886 | 1896 |
| ---- | ---- | ---- | ---- | ---- | ---- | ---- | ---- | ---- |
| 558  | 664  | 830  | 751  | 605  | 649  | 555  | 537  | 506  |

| 1906 | 1911 | 1921 | 1926 | 1936 | 1946 | 1954 | 1962 | 1968 |
| ---- | ---- | ---- | ---- | ---- | ---- | ---- | ---- | ---- |
| 486  | 408  | 270  | 299  | 270  | 239  | 228  | 215  | 223  |

## Lieux et monuments
- Église de l'Assomption XVIIIe siècle, restaurée en 1925
- Monument aux morts, détruit par les Américains en 1945, reconstruit grâce à la donation du monument d'un autre village
- Lavoir
- Observatoire astronomique[5]